# Молиониды
Молиониды (др.-греч. Μολιονίδαι). Персонажи древнегреческой мифологии. Сыновья Молионы Еврит и Ктеат. Родились вместе в серебряном яйце. Близнецы, сыновья Посейдона, который спас их в битве. Воевали против Геракла на стороне Авгия. Упомянуты в «Илиаде» (II 621), у Гомера названы «Молионы», но имя матери отдельно не упомянуто. Обладали сросшимися телами. Участники Калидонской охоты. Отправились в священное посольство к Посейдону (либо как феоры на Истмийские игры). Геракл убил их из лука из засады в Клеонах (по Диодору, только Еврита). В Клеонах стояли храм и памятник Евриту и Ктеату.
- Еврит (Εὔρυτος)[9] Сын Актора и Молионы (либо сын Посейдона; либо сын Авгия[10]). Битва Тиндарея с Евритом изображалась на троне в Амиклах[11]. Жена Ферефона (дочь Дексамена)[12]. Отец Талпия/Фалпия[13].
- Ктеат (Κτέατος). Сын Актора и Молионы (либо сын Посейдона[14]). Жена Фероника, сын Антимах[12]. По другим, сын Амфимах[13].

Появляются на вазовых изображениях ок. 760 г. до н. э., исчезают после 1-й четв. VII в. до н. э., изображалась их победа на колеснице.

## В современной культуре
Молиониды появляются в романе Г. Л. Олди «Герой должен быть один», где выступают как чудовищные воины, в которых вселился дух одного из антагонистов.